# Салар (посёлок)
Салар (узб. Salar/Салар) — посёлок городского типа в Кибрайском районе Ташкентской области, Узбекистан. Посёлок расположен в 8 км от железнодорожной станции Кадырья (на линии Ташкент — Чинаркент).
Статус посёлка городского типа с 1967 года.

## Население
| 1970   | 1979   | 1989   |
| ------ | ------ | ------ |
| 16 229 | 20 621 | 25 521 |